# U-Bahnhof Steilshoop
Der U-Bahnhof Steilshoop ist ein im Bau befindlicher  Bahnhof der Hamburger U-Bahn Linie 5. Der Bahnhof befindet sich im ersten Bauabschnitts und wird sich unterhalb der Gründgenstraße befinden. Geplant sind 125 m lange Seitenbahnsteige.

## Geschichte
Bereits beim Bau der Siedlung Steilshoop war ein U-Bahnanschluss vorgesehen. Dieser wurde jedoch aufgrund der Ölkrise in den 1970er Jahren nicht realisiert. Erst in den 2020er Jahren mit dem Beginn des Baus der U5 wird diese alte Planung realisiert.

## Gestaltung
Die Gestaltung der Station wird mit hinterleuchteten Paneelen erfolgen.
| Linie | Verlauf |
| ----- | --- |
| U 5   | im Bau: Bramfeld – Steilshoop – Barmbek Nord – Sengelmannstraße – City Nord (Stadtpark) – (in Planung:, vorläufige Namen kursiv: Borgweg – Jarrestraße – Beethovenstraße – Uhlenhorst – St. Georg – Hauptbahnhof Nord – Stephansplatz – Universität – Grindelhof – Hoheluftbrücke – Gärtnerstraße – Universitätsklinikum – Siemersplatz/Behrmannplatz – Hagenbecks Tierpark – Sportplatzring – Stellingen – Arenen Volkspark) |